# Karl Sauvagerd
Karl Sauvagerd (* 19. August 1906 in Gronau; † 6. Februar 1992 in Nordhorn) war ein evangelisch-reformierter Schneidermeister, niederdeutscher Dichter und Romanautor sowie Heimatforscher.

## Beruf und Lebensweg
Karl Sauvagerd war das älteste Kind eines Schneidermeisters aus dem münsterländischen Gronau. Seine Familie zog 1910 in die Niedergrafschafter Bauerschaft Wilsum, wo sich sein Vater als Maßschneider selbstständig machte. Sauvagerd besuchte hier von 1912 bis 1920 die reformierte Volksschule. Sein Vater wurde nach Ausbruch des Ersten Weltkriegs eingezogen, so dass seine Mutter mit drei unmündigen Kindern in Not geriet. Karl als Ältester musste auf den Bauernhöfen der Umgebung mithelfen und kam so in engem Kontakt mit dem bäuerlich-ländlichen Leben. Die Wilsumer Schüler hatten im Ersten Weltkrieg viel Zeit mit dem Sammeln von Heilkräutern und Arzneipflanzen zu verbringen, was bei Karl Sauvagerd zu einem lebenslangen Interesse an der heimischen Flora führte. Er sammelte später selbst viele heimische Pflanzen und legte ein Herbarium an, in dem er diese mit ihren botanischen und deutschen Namen, Fundort und Fundtag versah.
1921 nahm Sauvagerd bei seinem Vater eine Lehre auf. 1924 bestand er seine Gesellenprüfung als Innungsbester. Anschließend arbeitete der Schneidergeselle in Uelsen, dann in Bentheim, wo er sich jeweils musikalisch als Chorsänger und Musiker betätigte.
Seine Eltern hatten 1928 im Niedergrafschafter Gerichtsort Neuenhaus in der Hauptstraße ein Haus gekauft und dort ein Geschäft eröffnet. 1929 zog Karl Sauvagerd dorthin. Im Dezember 1931 legte er in Lingen seine Meisterprüfung ab und wurde anschließend in Neuenhaus selbstständiger Maßschneider. Am Zweiten Weltkrieg nahm Sauvagerd als Nachrichtensoldat teil.
Er war verheiratet mit Auguste Hilfers aus Bentheim. Die Eheleute hatten eine Tochter. 1981 zog Sauvagerd zur Familie seiner Tochter in Uelsen, wo er seinen Lebensabend verbrachte.

## Wirken in der Öffentlichkeit
Schon früh publizierte Karl Sauvagerd niederdeutsche Gedichte unter dem Pseudonym „Lyrikus“, wobei er es 1931 erstmals schaffte, mit einem Werk von der Grafschafter Presse in den Grafschafter Heimatkalender für das Jahr 1931 zu kommen.
Seine in vielen Zeitungen und Zeitschriften in den Folgejahren gedruckten niederdeutschen Gedichte verschafften ihn Bekanntheit als Lyriker. 1948 gab der Heimatverein der Grafschaft Bentheim Sauvagerds ersten niederdeutschen Lyrikband mit dem Titel Häideblomen heraus, 1955 folgte De Tied blif Baas. Sauvagerd wurde im Bentheimer Land als „der dichtende Sniederbaas“ bekannt, seine Gedichte wurde auf Schulfesten und Heimatabenden häufig vorgetragen, wobei er auch gerne selbst als Rezitator eingeladen wurde.
Im Herbst 1956 gründeten die regen niederdeutschen Lyriker und Publizisten aus der Region Emsland/Grafschaft Bentheim den „Schrieverkring an Ems un Vechte“. Zum harten Kern dieser Gruppe gehörten neben den Emsländern Maria Mönch-Tegeder, Hans Wessels, Bernhard Uphus und Josef Hugenberg aus der Grafschaft die Neuenhauser Ludwig Sager und Karl Sauvagerd sowie aus die Grafschaft stammende, aber im Emsland lebende Christa Brinkers. Vorsitzender dieser Autorenvereinigung war der Grafschafter Sprachwissenschaftler und Lehrer Arnold Rakers. Rakers hatte 1948 maßgeblich dazu beigetragen, dass der Heimatverein den ersten Lyrikband Sauvagerds veröffentlichte und dazu ein Nachwort und ein Wortliste mit Erklärungen verfasst.
Der „Schrieverkring“ pflegte enge Verbindungen zu ähnlichen Vereinigungen aus den benachbarten niederländischen Regionen Twente, Drenthe und Salland, so dass bis heute Karl Sauvagerd unter den Nedersaksisch Schreibenden der östlichen Niederlande bekannt und sogar mit einem biographischen Eintrag in dieser Wikipedia-Sprachversion vertreten ist. Dazu bei trug nicht zuletzt, das er auch in verschiedenen Nedersaksisch-Zeitschriften mit seinen Werken vertreten war, so in Dörp en stadt. Grunneger Moandblatt, in Moderspråke en Nåberschůp sowie im ’t Swieniegeltje, in der er regelmäßiger Mitarbeiter war.
Durch seine Tätigkeit in dem Schrieverkring war Sauvagerd in der niederdeutschen Szene der Niederlande und auch Niedersachsens gut vernetzt, wozu seine Teilnahme an Tagungen der niederdeutschen Autoren, Verleger und Germanisten in Bad Bevensen und seine Mitgliedschaft in der Hamburger Fehrs-Gilde zur Förderung der niederdeutschen Sprache und Publizistik beitrug.
Als exzellenter Kenner des Grafschafter Niederdeutschen wirke Sauvagerd am Niederdeutschen Wörterbuch mit. Ebenfalls beteiligte er sich an der Entwicklung einer einheitlichen Schreibschrift für das Niederdeutsche, der Vosbergen-Schrift, für die er 1957 im Jahrbuch des Grafschafter Heimatvereins warb. Entworfen wurde die Schrift für die Niederdeutsch Schreibenden auf dem deutsch-niederländischen „Zweiten Niedersächsischen Symposium“ der Universität Groningen in Haus Vosbergen bei Groningen, damit die niederdeutsche Schriften, die bislang entweder nach niederländischen oder hochdeutschen Schreibregeln verfasst wurden, beiderseits der Grenze gelesen werden konnten. Sein zweiter, 1955 erschienener Gedichtband war offenbar das erste in dieser Schreibweise publizierte Buch.
Sauvagerd war seit Anfang der 1950er Jahre bis in die ausgehenden 1980er Jahre nahezu jährlich mit Beiträgen im Jahrbuch des Heimatverein der Grafschaft Bentheim und der monatlich erscheinenden Heimatbeilage der Grafschafter Nachrichten, dem Grafschafter (zeitweilig umbenannt in Zwischen Burg und Bohrturm), vertreten. Die Bandbreite seine Publikationen reichte dabei von der (niederdeutschen) Lyrik, die den Hauptmasse seines Werkes ausmachte, über Romane bis hin zu regionalgeschichtlichen Forschungen, etwa über das Gaswerk in Neuenhaus oder die Neuenhauser Pastoren. Auch botanische Publikationen finden sich von ihm. Zugleich wurde Sauvagerd durch Zeitungsbeiträge, vor allem in der Grafschafter Tagespost, weithin bekannt. Dort publizierte er 1959 bis 1960 in 27 Fortsetzungen den Roman Godi en sien söwende Kind, von 1960 bis 1962 die Erzählung Seltsame Geschichte und 1964 in 47 Fortsetzungen Dat teken van de doadenburg. Sein Roman Die Wunderorgel war von 1975 bis 1977 in 25 Fortsetzungen im Grafschafter, seinerzeit umbenannt in Zwischen Burg und Bohrturm, zu lesen.
1975 veröffentlichte er eine Sammlung des „Wortgutes“ der Grafschaft unter dem Titel Unser Grafschafter Platt, dem 1986 ein Ergänzungsband folgte. Dies sollte ausdrücklich kein Wörterbuch sein, sondern eine Erfassung des Wortbestandes mit ausführlichen Anwendungsbeispielen, womit er den plattdeutschen Wortschatz der Leser bereichern wollte. Sauvagerds Liebe zur Natur und zur Grafschafter Pflanzenwelt bezeugt eine reichlich und farbig bebilderte Schrift von 1973 unter dem Titel Heimatliche Naturheilkräfte, in das seine Kenntnisse der Grafschafter Flora sowie sein Herbarium einfloss. Die entsprechenden Illustrationen stammten von seiner Tochter.
Das langjährige Mitglied des Heimatvereins der Grafschaft Bentheim wurde 1966 in dessen Vorstand berufen, dem der dann 23 Jahre angehörte. Darüber hinaus engagierte sich Sauvagerd in den ausgehenden 1960er und beginnenden 1970er Jahren als Kirchenratsmitglied und als Laienprediger der evangelisch-reformierten Gemeinde Neuenhaus.

## Würdigungen
Der Heimatverein der Grafschaft Bentheim ernannte den Lyriker, Heimatforscher und Förderer des Plattdeutschen 1976 zum Ehrenmitglied. Ebenso wurde er Ehrenmitglied des Verkehrs- und Veranstaltungsvereins Neuenhaus. Das Land Niedersachsen würdigte Sauvagerds Verdienste um die Bewahrung und Förderung der niederdeutschen Sprache und für sein grenzüberschreitendes Wirken mit der Verleihung des Verdienstkreuzes am Bande des Niedersächsischen Verdienstordens, das ihm Mitte Februar 1977 vom Grafschafter Oberkreisdirektor überreicht wurde. Dabei hielt H. J. Prakke aus den Niederlanden als Vertreter des „Drentse Schriewerkrings“ eine Laudatio. In Niedersachsen inzwischen vergessen, würdigte ihn der Landschaftsverband Westfalen-Lippe durch die Aufnahme in das Lexikon Westfälischer Autoren. Eine von den Heimatfreunden Neuenhaus 2017 organisierte Ausstellung über Leben und Werk des Dichters war ein großer Erfolg und rief den Dichter wieder in Erinnerung.
Im September 2019 erschien ein Überblick über sein sehr zerstreut publiziertes lyrische Schaffen mit einigen niederdeutschen Herdfeuergeschichten, angereichert mit Material aus seinem Nachlass. Ergänzt wird dieser Überblick über sein Werk durch eine wissenschaftliche Einordnung seines Schaffens, eine Biographie sowie durch eine Untersuchung der niederdeutschen Sprache im Raum Grafschaft Bentheim, Emsland, Overijssel und Drenthe.
Im September 2019 veröffentlichten die Heimatfreunde Neuenhaus ein Buch, das in neun Kapiteln erstmals einen Überblick über die Bandbreite seines lyrischen Werkes lieferte und mit wissenschaftlichen Beiträge von Verena Kleymann, Helmut Lensing und Dieter Stellmacher das Werk, das Leben und die regionale niederdeutsche Sprache einordneten bzw. untersuchten, wobei die Untersuchung zur niederdeutschen Sprache in den östlichen Niederlanden, der Grafschaft Bentheim und dem Emsland auch auf Niederländisch gedruckt wurde.

## Werke (Auswahl)
- Als Luftnachrichtensoldat im Felde, in: Grafschafter Heimatkalender 1941. Das Bentheimer Land, Bd. XXVI, Bentheim 1940, S. 44–48.
- Häideblomen: Gedichten en Geschichten ut de Groafschup Bentheim. Met Noawoord en Woordliste van Arnold Rakers (Das Bentheimer Land, Bd. 31), Paderborn/Osnabrück 1948.
- De Tied blif Baas: Gedichten et Joor rund (Das Bentheimer Land, Bd. 90; De Junge Graafschupp, 1), Nordhorn 1955 (2., vom Verfasser neu bearbeitete Auflage, Nordhorn 1976).
- Von der neuen Rechtschreibung für das Plattdeutsche, in: Jahrbuch des Heimatvereins der Grafschaft Bentheim 1957 (Das Bentheimer Land, Bd. 47), o.O.u.J., S. 144–147.
- Bunte Bilder, in: Grafschafter Tagespost von 1958 - 1959 (27. Fortsetzungen)
- Godi en sien söwende Kind, in: Grafschafter Tagespost von 1959-1960 (27 Fortsetzungen).
- Das Neuenhauser Gaswerk, in: Jahrbuch des Heimatvereins der Grafschaft Bentheim 1960 (Das Bentheimer Land, Bd. 51), o.O.u.J., S. 182–184.
- Seltsame Geschichten, in: Grafschafter Tagespost von 1960-1962 (40 Fortsetzungen).
- Dat teken van de doadenburg, in: Grafschafter Tagespost von 1964 (47 Fortsetzungen).
- Aus der Geschichte eines Niedergrafschafter Bauernhofes, in: Der Grafschafter, Folge 182, Nordhorn 1968, S. 509–510.
- Die evangelisch-reformierte Kirche von Neuenhaus und ihre Pastoren, in: Jahrbuch des Heimatvereins der Grafschaft Bentheim 1966 (Das Bentheimer Land, Bd. 60), o.O.u.J., S. 103–111.
- Die reformierte Kirche in Neuenhaus, in: 1369-1969. 600 Jahre Stadt Neuenhaus. Festschrift zum 600-jährigen Stadtjubiläum der Stadt Neuenhaus am 29. September 1969, Neuenhaus/Schüttorf 1969, S. 59–61.
- Botanische Sehenswürdigkeiten, in: Jahrbuch des Heimatvereins der Grafschaft Bentheim 1972 (Das Bentheimer Land, Bd. 75), Nordhorn (1971), S. 41–49.
- Die Wunderorgel, Roman, in: Zwischen Burg und Bohrturm Folge 2-12, Nordhorn 1975, und in: Zwischen Burg und Bohrturm Folge 1-12, Nordhorn 1976, und in: Zwischen Burg und Bohrturm Folge 1-6, Nordhorn 1977.
- Heimatliche Naturheilkräfte (Das Bentheimer Land, Bd. 83), Nordhorn 1973.
- Unser Grafschafter Platt, Nordhorn 1975 (2. Band 1986).